# NGC 2996
NGC 2996 (другие обозначения — ESO 566-12, MCG −3-25-22, PGC 28049) — пекулярная галактика в созвездии Гидры. Открыта Джоном Гершелем в 1835 году.
В 2017 году в галактике была обнаружена сверхновая AT 2017bos типа Ia, наблюдавшаяся в 0,1” к северу и в 0,1” к востоку от центра галактики. Её видимая звёздная величина в максимуме составила +16,3m.
Этот объект входит в число перечисленных в оригинальной редакции «Нового общего каталога». При открытии Гершель указал ошибочное прямое восхождение и ошибочную звёздную величину звезды, которую он наблюдал вблизи объекта.